# William R. Cotton
William R. Cotton (1940) è un meteorologo statunitense.

## Biografia
Cotton ha studiato all'Università di Albany, dove ha conseguito il Bachelor of Science in matematica nel 1964 e il master universitario in meteorologia nel 1966, quindi ha perfezionato gli studi alla Pennsylvania State University, dove ha conseguito il Ph.D in meteorologia nel 1970. Ha poi lavorato come meteorologo alla National Oceanic and Atmospheric Administration e in altre organizzazioni fino al 1974, anno in cui è entrato come professore assistente all'Università statale del Colorado, dove ha trascorso la sua carriera accademica diventando professore associato nel 1976 e professore ordinario nel 1981. Nel 2010 si è ritirato dall'insegnamento universitario ed è stato nominato professore emerito. Cotton si è occupato di studi sulle nubi (principalmente i cumuli) e i temporali; insieme al meteorologo Roger A. Pielke ha lavorato inoltre allo sviluppo del Regional Atmospherical Modeling System (RAMS), un sistema di modelli numerici di previsione meteorologica su mesoscala. Cotton ha fatto parte dell'American Meteorological Society. È autore o coautore di tre libri e più di 230 articoli.

## Posizione sui cambiamenti climatici
Cotton ha assunto una posizione moderatamente scettica sui cambiamenti climatici. A differenza di altri scienziati scettici, considera reale il riscaldamento globale e ammette il contributo dei gas serra di origine antropica, ma ritiene che ci sono molti altri fattori che influenzano il clima. Secondo Cotton, è ancora una questione aperta se i cambiamenti climatici prodotti dall'uomo siano abbastanza grandi da poter essere distinti dalla variabilità naturale del sistema climatico.

## Libri pubblicati
- Cotton, W.R.: Storms, Aster Pr., 1990
- Cotton, W.R. and R.A. Pielke: Human impacts on weather and climate, Cambridge University Press, 2007
- Cotton, W.R. and R.A. Anthes: Storm and Cloud Dynamics, Academic Press, 2011